# 都勻市
都勻市（といん-し）は中華人民共和国貴州省黔南プイ族ミャオ族自治州に位置する県級市。

## 地理
市の北西部には笠のような斗篷山があり、そこから発源する沅江の支流の剣江は都勻市の市街地を流れる。市街地には100本以上の橋がかかる。2004年に市内の多くの地域を含む「都勻斗篷山・剣江風景名勝区」は中華人民共和国国家重点風景名勝区に認定された。

## 特産物
「都匀毛尖」という地理的表示の茶の生産地である。

## 行政区画
下部に5街道、4鎮、1民族郷を管轄する。
- 街道
  - 広恵街道、文峰街道、小囲寨街道、沙包堡街道、緑茵湖街道
- 鎮
  - 墨沖鎮、平浪鎮、毛尖鎮、勻東鎮
- 民族郷
  - 帰蘭スイ族郷

## 交通

### 鉄道
- 中国国家鉄路集団
  - 貴広旅客専用線、貴南旅客専用線（中国語版）
    - 都勻東駅

  - 黔桂線
    - 都勻駅

### 道路
- 高速道路
  - 蘭海高速道路
  - 厦蓉高速道路
- 国道
  - G210国道
  - G321国道